# نسبت آنی
نسبت سریع، (به انگلیسی: Quick Ratio) در دانش مالی نسبتی است، که توانایی انجام تعهدات کوتاه مدت، با استفاده از دارایی‌های با نقدینگی بسیار زیاد را اندازه‌گیری می‌کند و در مقایسه با سایر دارایی‌های جاری، از نقدینگی کمتری برخوردارند. نسبت آنی از تقسیم دارایی‌های جاری منهای موجودی‌ها بر بدهی‌های جاری بدست می‌آید.
{\displaystyle {\mbox{Quick (Acid Test) Ratio}}={{\mbox{Cash and Cash Equivalent}}+{\mbox{Marketable Securities}}+{\mbox{Accounts Receivable}} \over {\mbox{Current Liabilities}}}}
در مقابل، نسبت جاری، توانایی شرکت در بازپرداخت تعهدات کوتاه مدت را اندازه‌گیری می‌کند و از طریق تقسیم دارایی جاری بر بدهی‌های جاری، به صورت زیر محاسبه می‌شود.
{\displaystyle {\mbox{Current ratio}}={\frac {\mbox{Current Assets}}{\mbox{Current Liabilities}}}}
نسبت جاری بیشتر برای گرفتن ایده در رابطه با توانایی شرکت، در بازپرداخت بدهی‌های کوتاه مدت، از طریق دارایی‌های کوتاه مدت، استفاده می‌شود. مقدار بالای این نسبت، توانایی شرکت را در پرداخت تعهدهایش نشان می‌دهد، در حالی که اگر این نسبت زیر ۱ باشد، نشان‌دهنده این می‌باشد، که شرکت توانایی پرداخت تعهدهایش را ندارد. اگر شرکت موظف باشد، در آن لحظه تمامی آن‌ها را پرداخت کند، که نشان‌دهنده اینست که شرکت در سلامت مالی مناسبی قرار ندارد. البته به این معنا نیست که شرکت در آینده نزدیک ورشکست می‌شود، زیرا روش‌های مختلفی برای تأمین مالی وجود دارد، اما در کل یک نشانه خوب نمی‌باشد.
نسبت جاری شبیه نسبت آنی می‌باشد، با این تفاوت که نسبت آنی شامل موجودی کالا و سفارش‌ها و پیش پرداخت‌ها نمی‌باشد، که نشان‌دهنده دارایی‌های نقد شونده‌تر می‌باشد.